# Droga N974 (Holandia)
Droga prowincjonalna N974 (nid. Provinciale weg 974) – droga prowincjonalna w Holandii, w prowincji Groningen. Łączy drogę prowincjonalną N365 w Onstwedde z drogą prowincjonalną N366 w Mussenkanaal.
N974 to droga jednopasmowa o dopuszczalnej prędkości 80 km/h.